# Тарасов-Родионов, Пётр Игнатьевич
Пётр Игнатьевич Тарасов-Родионов (1897, Казань — 1955) — известный советский криминалист

## Биография
Родился в 1897 г. Казани.
Окончил Третью Казанскую гимназию.
1918 г. — назначен товарищем председателя (заместителем) революционно-следственной комиссии Казанского Губисполкома.
1920 г. — помощник секретаря Губернского революционного трибунала в г. Казани.
С 1937 г. — работал в прокуратуре Союза ССР.
Следователь по особо важным делам прокуратуры СССР.
Работал в методическом бюро Московской областной прокуратуры.
Начальник методического сектора следственного управления Прокуратуры СССР
1949 г. — и. о. директора Всесоюзного научно-исследовательского института криминалистики прокуратуры СССР.
1949 −1952 г.г. — заместитель директора института криминалистики прокуратуры СССР.
1952—1955 г.г. — директор Ленинградских курсов по переподготовке районных прокуроров и помощников прокуроров.
Скончался в 1955 г.

### Семья
Старший брат — Тарасов-Родионов, Александр Игнатьевич — русский советский писатель

### Основные труды
1. Тарасов-Родионов П. И., Громов В. У. Расследование хищений и злоупотреблений в торговом аппарате. Пособие для органов расследования. — М. Госюриздат, 1934.
2. Тарасов-Родионов П. И., Назаров, Ласкин М. И., Руководство следствием — важный участок работы край (обл) прокуратур // Социалистическая законность. — 1934. — № 9. — С.11-15.
3. Тарасов-Родионов П. И., Ласкин М. И. Расследование дел о растратах и подлогах. Практическое пособие для следователей и юридических курсов. — М. : ОГИЗ, 1935.
3. За высокое качество следствия. Итоговые материалы Московской областной прокуратуры по конкурсу на лучшее следственное дело и лучше руководство следствием. Под ред. Ласкина М.И, Маслова К. И., Тарасова-Родинова П. И. — М., 1935.
4. Тарасов-Родионов П. И. Следственный эксперимент // Материалы учебной конференции следователей в прокуратуре Союза ССР (август — сентябрь 1936 г.). Практическое пособие для следователей. — М.: Юрид. изд-во НКЮ, 1937. — С. 73-107.
5. Тарасов-Родионов П. И. Овладеть высоким уровнем своей техники // Социалистическая законность. — 1937. — № 4. — С. 70 −74.
6. Криминалистика. Техника и тактика расследования преступлений / Бобров Н. А., Винберг А. И., Голунский С. А., Громов В. И., Тарасов- Родионов П. И. и др.; Под ред.: Вышинского А. Я. — М.: Юрид. изд-во НКЮ СССР, 1938.
7. Руководство по расследованию преступлений : Пособие для прокуроров, следователей и работников милиции / П. И. Тарасов и Б. М. Шавер; Под ред. Г. Н. Сафонова; Прокуратура Союза ССР. Метод. совет. — Москва : Юрид. изд-во, 1941.
8. Руководство по расследованию преступлений : Пособие для прокуроров, следователей и работников милиции / П. И. Тарасов-Родионов, Б. М. Шавер. — 2- е изд. — М. : Госюриздат, 1947.
9. Тарасов-Родионов П. И. Предварительное следствие. Пособие для следователей / Под ред. Чельцова-Бебутова М. А. — М.: Юрид. изд-во МЮ СССР, 1946.
10. Тарасов-Родионов П. И. Предварительное следствие: Пособие для следователей / Под ред. М. А. Чельцова — Бебутова. — М.: Юрид. изд-во М-ва юстиции СССР, 1948.
11. Предварительное следствие. Пособие для следователей / Тарасов-Родионов П. И.; Под ред.: Александрова Г. Н., Розенблита С. Я. — М.: Госюриздат, 1955.
12. Настольная книга следователя / Александров Г. Н., Апурин А. И., Арзуманян Т. М., Арсеньев Б. Я., и др.; Под общ. ред.: Сафонов Г. Н.; Редкол.: Розенблит С. Я., Тарасов-Родионов П. И., Шейнин Л. Р. — М.: Госюриздат, 1949. — 879 c.
13. Криминалистика. Учебник. Ч. 1 / Винберг А. И., Комаринец Б. М., Митричев С. П., Попов В. И., Тарасов-Родионов П. И. и др.; Под ред.: Винберг А. И., Митричев С. П. — М.: Госюриздат, 1950. — 304 c.
14. Применение следственного чемодана. Учебные таблицы / сост. А. Антонов, Д. Бунимович; Под ред. П. И. Тарасова-Родионова. — М. : Госкиноиздат, 1950.
15. Следственная практика : методическое пособие / отв. ред. П. И. Тарасов-Родионов ; Прокуратура Союза СССР, Всесоюзный научно-исследовательский институт криминалистики. — Москва : Гос. изд-во Юридической литературы, 1951. — Вып. 5.
16. Тарасов-Родионов П. И. Пределы и содержание предварительного следствия // Советская криминалистика на службе следствия. Сборник работ по методике расследования преступлений. — М.: Госюриздат, 1951, Вып. 1. — С. 14-72.
17. Криминалистика. Учебное пособие. Ч. 2 / Винберг А. И., Колмаков В. П., Митричев С. П., Никифоров В. М., и др.; Под ред.: Митричев С. П., Тарасов-Родионов П. И. — М.: Госюриздат, 1952.
18. Тарасов-Родионов П. И. Советская криминалистика (предмет и метод) // Соц. законность. — 1951. -№ 7.
19. Криминалистика. Учебное пособие. Ч. 2 / Винберг А. И., Колмаков В. П., Митричев С. П., Никифоров В. М., и др.; Под ред.: Митричев С. П., Тарасов-Родионов П. И. — 2 — е изд. — М.: Госюриздат, 1953.
20. Советский уголовный процесс / Голунский С. А., Калашникова Н. Я., Карев Д. С., Савгирова Н. М., Тарасов-Родионов П. И. и др. — М.: Госюриздат, 1953. — 451 c.
21. Советская криминалистика. Учебное пособие. Ч. 1 / Зотов Б. Л., Карнеева Л. М., Киричинский Б. Р., Колесниченко А. Н., Тарасов-Родионов П. И. и др.; Под ред.: Митричев С. П., Терзиев Н. В. — М., 1958. — 428 c.

### Следственные эксперимент
Выступая на учебной конференции следователей прокуратуры в 1935 году, П. И. Тарасов-Родионов весь свой доклад посвятил теме следственного эксперимента, подчеркнув, что она недостаточно разработана. В докладе выдвигалось требование к следователям уметь в случаях необходимости организовать и проводить это действие, ибо подчас оно имеет решающее значение для достижения истины. П. Тарасов-Родионов разработал необходимые для этого методические указания, а надо отметить, что в области методики расследования преступлений он был пионером. Как мастер-методист он открыл новую страницу в советской науке о следствии.
В своем пособии для следователей «Предварительное следствие» П. И. Тарасов-Родионов посвятил специальный раздел следственному эксперименту, определил его понятие, дал рекомендации по его процессуальному оформлению и привел образец протокола. Это значительно способствовало внедрению в практику следственного эксперимента.
Тогда данное следственное действие называлось: «Воспроизведение обстановки и обстоятельств события». Как писал П. И. Тарасов-Родионов, воспроизведение обстановки и обстоятельств события является прежде всего способом проверки доказательств, и таким путем проверяется, могут ли определенные события произойти определенным образом в определенных условиях. Это следственное действие в ряде случаев является лучшим, а иногда и единственным способом проверки показаний свидетелей или обвиняемых. С его помощью часто удается получить от свидетелей и обвиняемых правильные и точные показания. Воспроизведение обстановки и обстоятельств события может служить и средством проверки версий и предположений следствия, возникающих при производстве других следственных действий.
П. И. Тарасов-Родионов отмечал, что данное следственное действие может проводиться с целью проверки правильности утверждения свидетелей или обвиняемых о слышимости, видимости, возможности проникнуть определенным способом в конкретное помещение или вытащить через определенное отверстие те или иные предметы, возможности совершить то или иное действие, уложившись в определенное время (например, пройти за определенный отрезок времени определенное расстояние) и т. д. Этот прием расследования может практиковаться по разнообразным делам и для проверки различных обстоятельств.
Исследования П. И. Тарасова-Родионова впоследствии привели к процессуальному признанию следственного эксперимента как самостоятельного следственного действия в УПК РСФСР и других союзных республик.